# I bergakungens sal
I bergakungens sal (norska: I Dovregubbens hall) är ett kortare stycke musik av Edvard Grieg. Stycket var ursprungligen skådespelsmusiken till Henrik Ibsens drama Peer Gynt, som Grieg komponerade 1874–75. I sin originalversion är "I bergakungens sal" skriven för blandad kör och orkester. Senare kom Grieg att inkludera stycket (utan sånginslag) i sin första Peer Gynt-svit för orkester (1887–1888).

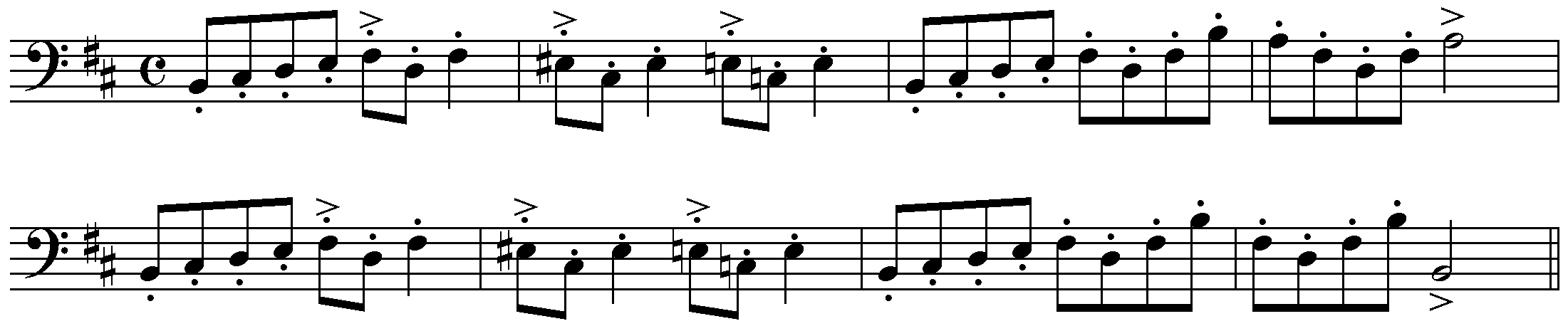
De åtta första takterna i I bergakungens sal.